# Tetrastichus subviridis
Tetrastichus subviridis är en stekelart som beskrevs av Kostjukov 1995. Tetrastichus subviridis ingår i släktet Tetrastichus och familjen finglanssteklar. Inga underarter finns listade i Catalogue of Life.